# 脱水素化
脱水素化（だつすいそか、英: dehydrogenation）は、水素 (H2) の脱離を伴う化学反応である。水素化 (hydrogenation) の逆過程。脱水素反応は工業的な大スケールあるいはより小規模の実験室でも行われる。
脱水素化には様々な分類がある。
芳香族化
6員環脂環式環は、硫黄やセレン元素などの脱水素化触媒あるいはDDQといったキノン類の存在下で芳香族化することができる。
酸化
アルコールのケトンあるいはアルデヒドへの変換は、亜クロム酸銅といった金属触媒によって達成できる。オッペナウアー酸化では、水素が一つのアルコールからもう一方へ移動し酸化が起こる。
アミンの脱水素化
アミンはIF5といった様々な試薬を用いてニトリルに変換できる。
パラフィンおよびオレフィンの脱水素化
n-ペンタンおよびイソペンタンのようなパラフィンは、温度500 °Cで触媒として酸化クロム(III)を用いてペンテンおよびイソプレンに変換できる。飽和脂肪は脱水素化によって不飽和脂肪へと変換される。
脱水素化反応を触媒する酵素は脱水素酵素（デヒドロゲナーゼ、dehydrogenase）と呼ばれる。
脱水素過程は精製化学製品、油脂化学製品、石油化学製品および洗剤工業においてスチレンを生産するために広く用いられている。
この脱水素過程に使用されそうな供給原料は、
- エチルベンゼン
- メタノール
- ブタンおよびブテン
- シクロヘキサン

といった炭化水素や硫化水素あるいはヨウ化水素といった無機化合物である。